# Сторічні яйця
Сторічні яйця, або сунхуадань чи  підан (кит.: 松花蛋; піньїнь: pídàn; яп. 世紀の卵, тай. ไข่เยี่ยวม้า, в'єт. trứng bách thảo), також відомі як консервовані яйця, імператорські яйця, тисячорічні яйця — це китайська консервована їжа і делікатес, процес виготовлення якого полягає у консервуванні переважно качиних, значно рідше — курячих чи перепелиних яєць у суміші з глини, попелу, солі, негашеного вапна та рисових шкаралуп від кількох тижнів до кількох місяців, залежно від методу обробки.
У процесі виготовлення жовток набуває від темно-зеленого до сірого кольорів, консистенції сметани та сильного смаку через наявність гідрогену сульфіду та аміаку; білок перетворюється на темно-коричневе напівпрозоре желе із солоним смаком. Трансформуючим реагентом під час консервації у столітньому яйці виступає лужна сіль, яка поступово підвищує pH яйця приблизно до 9-12. Цей хімічний процес розкладає деякі складні позбавлені смаку білки та жири, які виробляють різноманіття менших складників зі смаком.
Деякі яйця мають візерунки біля поверхні білка, які порівнюють із віттям сосни, що дало страві ще одну назву в китайській мові — яйця із сосновим візерунком. Точний переклад: сунхуа (松花) — «квітка сосни», дань (蛋) — «яйце», тобто «яйце соснової хвої». Така назва пов'язана з наявністю тонкої мережі візерунка на витриманих яйцях, у яких, при бажанні, можна розгледіти зображення соснових голок. За малюнком і багатством візерунка судять про якість сунхуадань.

## Історія
Вважається, що метод створення столітніх яєць виник через потреби консервувати яйця, коли їх було забагато, покриваючи їх лужною глиною, що нагадує метод консервування яєць в деяких західних культурах. На яйцях глина твердішає, що дозволяє їм консервуватися і перетворюватися на столітні яйця, а не псуватися.
Згідно з деякими відомостями, столітні яйця мають за собою більше ніж кільковікову історію виготовлення. Згідно письмовою згадкою, цю страву стали готувати з 1633 року — періоду династії Мін. У колишні часи це була доступна можливість законсервувати такий цінний продукт харчування, як пташине яйце.
За легендою селянин в провінції Хунань виявив качині яйця в невеличкому басейні гашеного вапна, яке було використане для розчину під час будівництва свого будинку за 2 місяці до цього. Яйця виявилися смачними. Скуштувавши яйця, він задумав виготовити ще — цього разу з додаванням солі для покращення смаку — що призвело до сучасного рецепту столітніх яєць.

## Методи

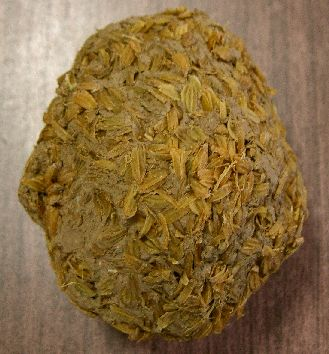
Столітнє яйце, вкрите каустичною сумішшю із грязюки та рисових лушпайок

### Традиційний
Традиційний метод виготовлення столітніх яєць — це вдосконалення вищезгаданого примітивного процесу. Замість того, щоб використовувати просто глину, в обгортальну суміш додають деревний попіл, оксид кальцію і кухонну сіль, таким чином збільшуючи вміст pH та натрію. Додавання оксиду кальцію та попелу дерев зменшує ризик псування, а також збільшує швидкість вищезгаданого примітивного процесу. Рецепт створення столітніх яєць починається з вливання трьох фунтів чаю у киплячу воду. До чаю додається три фунти оксиду кальцію (або сім фунтів, якщо виготовлення здійснюється взимку), 9 фунтів морської солі і сім фунтів попелу з дуба, і це все вимішується до в'язкої пасти. Щоб уникнути обпечення шкіри хімічними елементами, на руки одягаються рукавиці. Кожне яйце окремо вкривається сумішшю руками, за тим обкачується в масі з рисової полови для того, щоб яйця не зліпилися одне з одним, перш ніж їх помістять до загорнутих у тканину глечиків чи тісно сплетених кошиків. Суміш повільно висихає і твердіє протягом 80—100 діб, утворюючи скоринку. Потім яйця готові до споживання.

### Сучасний

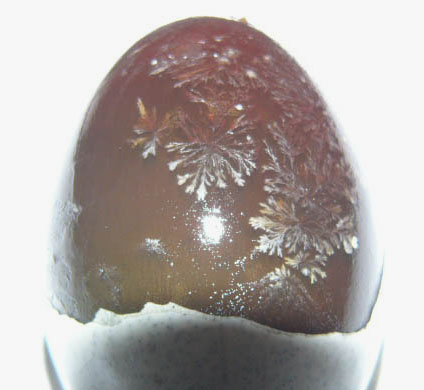
На столітніх яйцях проявляється візерунок сніжинок/соснового віття (松花, sōnghuā). Ці візерунки є дендритами різних солей.

Хоча традиційний метод досі широко поширений, сучасне розуміння хімії у формуванні столітніх яєць призвело до багатьох спрощень рецепту. Наприклад, вважається, що вимочування від 10 днів до кількох тижнів сирих яєць, загорнутих у пластик, у розчині зі столової солі, гідроксиду кальцію та карбонату натрію дає той самий ефект, що і традиційний метод. Це пояснюється тим, що реакція, необхідна для створення столітніх яєць, досягається потраплянням в яйце гідроксиду та іонів натрію, незалежно від того, який метод використовується.
Надзвичайно токсичний компонент оксид свинцю (ІІ) пришвидшує реакцію, яка створює столітні яйця, що призвело до деяких недобросовісних процедур його застосування. Однак зараз рекомендується альтернатива — оксид цинку. Хоча цинк і необхідний для життя, надмірне його споживання може призвести до нестачі міді в організмі, тож готовий продукт має містити рівень цинку в безпечних межах.

## Споживання

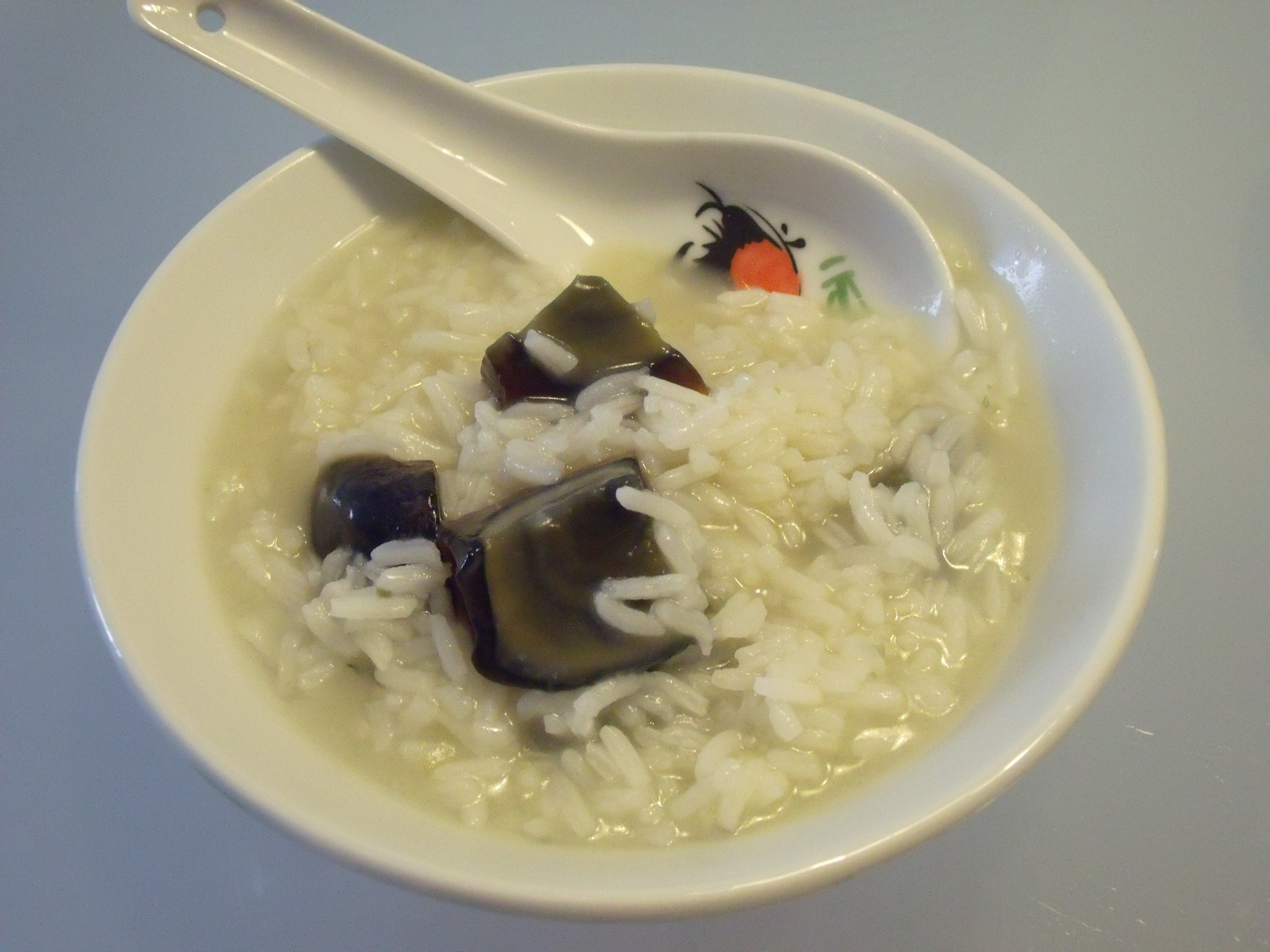
Столітні яйця з конґі (рисовою кашею)

Столітні яйця можна їсти без подальшого приготування: окремою стравою або як гарнір. Перед тим, як з'їсти його повністю очищають, ретельно промивають і залишають на деякий час у воді. Після цього яєчко має полежати на тарілці близько 20 хвилин, щоб зник запах. Деякі очищені від шкаралупи яйця бувають прикрашені красивим малюнком.
Для закуски кантонці загортають шматочки цього яйця у скибки маринованого імбирного кореню (інколи продається на паличках на вулицях). Шанхайський рецепт поєднує нарізані столітні яйця з охолодженим тофу. У Тайвані вважається популярним їсти столітні яйця, нарізаючи та кладучи їх наверх холодного тофу з кацуобуші, соєвим соусом та кунжутовою олією, імітуючи стиль японського хія-якко. Варіація цього рецепту, яка поширена на півночі Китаю, полягає у нарізанні скибочками столітніх яєць і викладанні їх на охолоджене м'яке тофу з додаванням великої кількості подрібненого молодого імбиру та нарізаної зеленої цибулі наверх. Для смаку страва поливається соєвим соусом та кунжутовою олією. Їх також використовують у страві старі-й-свіжі яйця, де нарізані столітні яйця перемішуються (або на накладаються наверх) з омлетом, який зроблений зі свіжих яєць. Також столітні яйця можуть нарізатися шматками та смажитися з перемішуванням з овочами, що зазвичай притаманно тайванській кухні.
Деякі китайські родини нарізають їх маленькими скибками та готують із рисовою кашею, щоб приготувати «столітні яйця і нежирне свинне конґі» (китайською: 皮蛋瘦肉粥; pinyin: pídàn shòuròu zhōu). Цю страву інколи подають у ресторанах дім-сам. Рисове конґі, нежирне м'ясо та столітні яйця — головні інгредієнти. Очищені столітні яйця розрізаються на чотири або на вісім шматків та кип'ятяться з приправленою маринованою нежирною нарізаною свининою до готовності і додаються до рисового конґі. Смажені палички з тіста юоутьяо також зазвичай їдять з конґі зі столітніми яйцями. Іншою поширено варіацією цієї страви є додавання засолених качиних яєць до суміші конґі.
У ресторанах, що спеціалізуються на приготуванні різних супів, які часто нагадують смачну рідку кашу, в меню пропонується суп з сунхуадань, нарізаним на дві частини або на невеликі шматочки.
На спеціальних заходах, як весільні бенкети чи вечірки до дня народження, на перше подаються нарізана засмажена свинина, маринована цибуля-порей, морське вушко, маринована й нарізана соломкою морква та редиска, приправлена й нарізана соломкою медуза, свинина, зельц та розрізані на чотири шматочки столітні яйця. Кантонійською це звучить як lahng-poon, що по-простому означає «холодна страва».

## Неправдиві міфи та етимологія
Згідно з поширеними міфами, столітні яйця — це ті, які є або були приготовані шляхом вимочування яєць у кінській сечі. Міф виник через схожий на сечу сморід аміаку та інших амінів, які утворилися через хімічну реакцію у ході створення столітніх яєць. Одначе цей міф необґрунтований, оскільки вміст pH у кінській сечі коливається від 7.5 до 7.9, а тому вона не змогла б запустити потрібний процес.
У тайській та лаоській мовах столітні яйця часто перекладаються як «яйця з кінської сечі» через виразний сморід кінської сечі делікатесу:
- Тайська: ไข่เยี่ยวม้า [kʰàj jîaw máː] (khai yiao ma)
- Лаоська: ໄຂ່ຢ່ຽວມ້າ [kʰāj jāw mâː]

## Здоров'я та безпечність
Для пришвидшення процесу використовуються важкі метали, щоб здобути більше прибутку за менший час та штучно збільшити якість консервованих яєць. Така недобросовісна практика була властива деяким невеликим фабрикам, але розбуяла по всьому Китаю і змусила багато тайванських, гонконгських та інших чесних підприємців ставити на своїх коробках позначки «без свинцю», коли у 2013 році навколо цього розрісся скандал. Чимало продуктових фабрик у Китаї використовували сульфат міді, арсен, свинець, кадмій та інші важкі метали і токсичні хімікати, щоб зробити столітні яйця більш прозорими, зменшити сморід, надати гладкішу текстуру і пришвидшити консервування. Останнім часом китайський уряд намагається регулювати харчові добавки, тож діє закон про ліцензування установ, щоб боротися з інцидентами безпечних харчових продуктів в Китаї, які виникли через недобросовісність фабрик.